# Fokker Dr.I
Fokker Dr.I ali tudi Fokkerjev trikrilnik (nemško: Fokker Dreidecker) je lovsko letalo prve svetovne vojne proizvajalca Fokker-Flugzeugwerke.
Eno najbolj znanih letal prve svetovne vojne, nastalo kot odgovor na britanski trikrilnik Sopwith Triplane. V bojih so ga uporabljali od srede 1917 pa skoraj do konca vojne. Predstavlja eno od ikon velike vojne, saj sodi med njene najbolj zloglasne predstavnike.
Verjetno najbolj znani primerek tega obdobja je popolnoma rdeče prepleskani stroj, s katerim je letel najslavnejši nemški as rdeči baron(Manfred von Richthofen).Domnevno so ga sestrelili rafali zemeljskega mitraljeza, ko 21. aprila 1918 nizko nad strelskimi jarki preganjal kanadskega pilota Wilfrida Maya v sopwith camelu. Ta bi sicer postal že 81 žrtev drznega barona.

## Posamezne verzije
Fokker je izdelal več prototipov na osnovi trikrilnika. Za končni nastanek serijskega Dr.I sta poskrbela prva dva prototipa, V.4 in V.5, na osnovi slednjega so šli v serijsko izdelavo. Pozneje so poskušali osnovno verzijo izboljšati, tako sta nastala naslednja prototipa V.6 in V.7, ki pa nista dala sadov. 
 
Posamezne prototipske verzije so: 
- V.4 - prvi prototip
- V.5 - prototip, na podlagi katerega je nastala serijska varianta Dr.I
- V.6 - poskusna različica z motorjem Mercedes D.II, brez nadaljnjega razvoja in brez proivodnje.
- V.7 - varianta z motorjem Siemens-Halske Sh.III, prav tako je ostalo le pri prototipu.

## Specifikacija: Fokker Dr. I
Karakteristike
- Posadka: enosedežnik
- Dolžina: 5,77 m
- Višina: 2,95 m
- Teža praznega letala: 406 kg
- Največja teža: 586 kg
- Razpon kril: 7,2 m
- Motor: zračno hlajen rotacijski devetvaljnik Oberursel Ur.II, 82 kW (110 KM)

Zmogljivosti
- Največja hitrost: 185 km/h
- Doseg: 300 km
- Vrhunec: 6.095 m
- Hitrost vzpenjanja: 5,7 metrov na sekundo

Oborožitev
- dve strojnici Spandau LMG 018/15 kalibra 7,92 mm